# Absheron

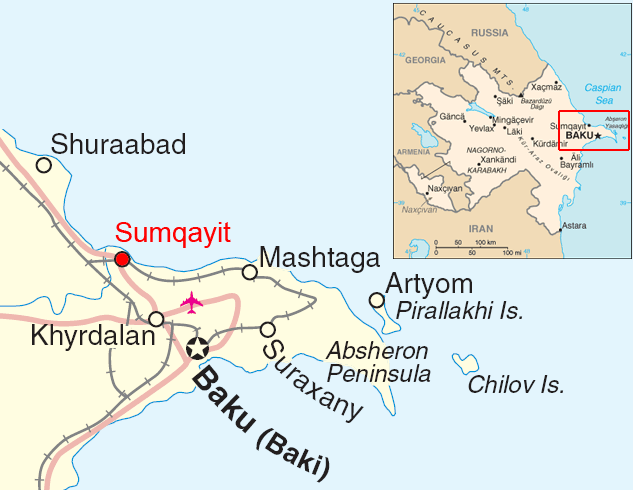
A península de Absheron.

A península de Absheron, (em azeri:  Abşeron yarımadası, em russo:  Апшерон  полуостров), em persa: آبشوران (Abshouran)) é uma região do Azerbaijão. Aqui se encontra Bacu, a maior e mais populosa cidade do país, assim como a sua área metropolitana e as cidades satélite de Sumgayit e Khyrdalan.
Nesta região existem três distritos, dos quais dois são urbanos (Bacu e Sumgayit), sendo o terceiro (Absheron Rayon) um distrito suburbano.
A região estende-se por 60 km em direcção a este, para o interior do Mar Cáspio, atingindo uma largura máxima de 30 km. Embora tecnicamente seja a extensão mais oriental da cordilheira do Cáucaso, a paisagem é apenas moderadamente acidentada, uma suave planície ondulante que termina numa estreita península de dunas de areia conhecidas como Shah Dili, e agora tornadas no Parque Nacional de Absheron. Neste ponto a península é rasgada por ravinas e caracterizada por frequentes lagos salgados.

## Etimologia
O termo Absheron tem origem em várias palavras. Ab significa água, shour significa salgado e an é o sufixo que dá o plural na língua persa. Assim, Abshouran, que é o resultado destas palavras, significa lugar da água salgada.

## Geografia
A península de Absheron corresponde aproximadamente à área metropolitana de Bacu, uma vez que esta área metropolitana consiste nas cidades de Bacu, Sumgayit e Khyrdalan, enquanto que a península de Absheron consiste nas cidades de Bacu, Sumgayit e o distrito de Absheron, cujo centro é Khyrdalan.

## Economia
A península de Absheron foi um dos locais pioneiros na exploração de petróleo a nível mundial, a partir da década de 1870, e grande parte das suas paisagens continua hoje ferida por ferrugentas torres de petróleo. A despeito dos graves problemas de danos ambientais e poluição, Absheron é conhecida pelas suas flores, horticultura, amoras e figos. A costa norte tem praias extensas, embora longe de estarem intocadas, que constituem populares atracções turísticas locais.
Algumas das pessoas mais ricas do mundo em várias épocas têm se estabelecido na península de Absheron, incluindo Nobel e Zeynalabdin Taghiyev.